# 遠い日
「遠い日」（とおいひ）は、1975年11月1日にCBS・ソニー（現：ソニー・ミュージックレーベルズ）から発売されたフォーリーブスの28枚目のシングルである。

## 概要
青山孝がメインボーカル。グループのコーラスワークを強調した楽曲。
「バイバイ?」は、作曲者・タケカワユキヒデが自身のデビュー前にデモテープに残した「BYE BYE CLAUDIA」が原曲。

## 収録曲
1. 遠い日
作詞：葉月多夢　作曲：小椋佳　編曲：安田裕美
2. バイバイ? [2]
作詞：奈良橋陽子　日本語詞：片桐和子　作曲：タケカワ・ユキヒデ　編曲：田辺信一